# Timeplay
|  | Denne artikel er oprettet af botten Steenthbot ud fra en ekstern database. Den kan derfor have sproglige fejl eller mangler. Denne skabelon kan fjernes efter kontrol af indholdet. |

Timeplay er en dansk dokumentarfilm fra 1990 instrueret af Terje Dragseth efter eget manuskript.

## Handling
En leg med billeder fra 3 forskellige virkeligheder - billeder fra arbejdslivet veksler med billeder fra medierne og med billeder af tavse ansigter - billeder med og uden lyd, i forskellig klipperytme. Programmet stiller en række spørgsmål til den, der ser på det: Accepterer vi stilheden og det tavse ansigt på samme måde, som vi accepterer den billedstorm, vi udsættes for fra TV? Kan vi stole på dem, som laver TV? Hvad er dokumentarisme, hvad er fiktion? Hvem stiller spørgsmålene, hvem svarer? Programmet blotter sin egen manipulation, samtidig med at også det har sine skjulte meddelelser. Del af serien »Video- og TV-Laboratoriet 1990«.